# Дізерт-Гіллс (Аризона)
Дізерт-Гіллс (англ. Desert Hills) — переписна місцевість (CDP) в США, в окрузі Могаве штату Аризона. Населення — 2764 особи (2020).

## Географія
Дізерт-Гіллс розташований за координатами 34°32′48″ пн. ш. 114°22′42″ зх. д. / 34.54667° пн. ш. 114.37833° зх. д. (34.546545, -114.378209). За даними Бюро перепису населення США в 2010 році переписна місцевість мала площу 12,70 км², з яких 11,16 км² — суходіл та 1,54 км² — водойми.

## Демографія
Згідно з переписом 2010 року, у переписній місцевості мешкало 2245 осіб у 1084 домогосподарствах у складі 679 родин. Густота населення становила 177 осіб/км². Було 1847 помешкань (145/км²).
Расовий склад населення:
| - 90,7 % — білих - 0,8 % — корінних американців - 0,5 % — азіатів - 0,4 % — чорних або афроамериканців - 0,1 % — вихідців з тихоокеанських островів - 5,8 % — осіб інших рас |

До двох чи більше рас належало 1,7 %. Частка іспаномовних становила 13,4 % від усіх жителів.
За віковим діапазоном населення розподілялося таким чином: 12,5 % — особи молодші 18 років, 54,0 % — особи у віці 18—64 років, 33,5 % — особи у віці 65 років та старші. Медіана віку мешканця становила 57,1 року. На 100 осіб жіночої статі у переписній місцевості припадало 99,9 чоловіків; на 100 жінок у віці від 18 років та старших — 101,3 чоловіків також старших 18 років.
Середній дохід на одне домашнє господарство становив 43 525 доларів США (медіана — 30 513), а середній дохід на одну сім'ю — 53 760 доларів (медіана — 41 108). За межею бідності перебувало 32,8 % осіб, у тому числі 75,8 % дітей у віці до 18 років та 14,9 % осіб у віці 65 років та старших.
Цивільне працевлаштоване населення становило 505 осіб. Основні галузі зайнятості: роздрібна торгівля — 22,6 %, освіта, охорона здоров'я та соціальна допомога — 22,4 %, будівництво — 11,9 %, науковці, спеціалісти, менеджери — 10,7 %.